# Dufourea sinensis
Dufourea sinensis är en biart som först beskrevs av Wu 1982.  Dufourea sinensis ingår i släktet solbin, och familjen vägbin. Inga underarter finns listade i Catalogue of Life.